# Amy Karle
Amy Karle (1980), é uma artista, bioartista e designer cujo trabalho se concentra na relação entre a tecnologia e a humanidade, especialmente no impacto da tecnologia e biotecnologia na saúde, sociedade, evolução e futuro. Karle combina ciência, tecnologia e arte e é reconhecida por usar tecidos vivos em suas criações. Ela utiliza o corpo, bem como a ciência e a tecnologia, como ferramentas no processo de criação artística. Também é fundadora da Conceptual Art Technologies, onde cria marcas e patentes na área da medicina. Foi classificada como uma das 100 mulheres mais inspiradoras do mundo, pela BBC 100 Women, no ano de 2019.

## Biografia
Karle estudou Arte e Design e Filosofia na Universidade de Alfred e Universidade Cornell. Atualmente vive em São Francisco, na Califórnia.
Karle nasceu com aplasia da cútis congênita, e precisou passar por diversas cirurgias. Essa condição rara a inspirou nas criações de seus trabalhos.
Para criar as esculturas e roupas, Karle utiliza a impressão 3D e partes do corpo humano, como células-tronco, ossos, sangue, entre outros. Também trabalha com cientistas e pesquisadores para construir suas peças.
Suas obras são expostas internacionalmente e já passaram pelo Centro Pompidou, na França; Museu de Arte Mori, no Japão; Smithsonian, nos EUA; Ars Electronica, na Áustria; Bienal de Artes Midiáticas de Pequim, na China; FILE Festival Internacional de Linguagem Eletrônica, no Brasil; no Museu de Arte Contemporânea de Taipé, na Bienal Nova Rio no Brasil, e na Trienal de Milão, na Itália. Em 2010, Karle também participou da performance "L'artiste est présent" de Marina Abramović no MoMA.
Em 2018, atuou como artista diplomata pelo Departamento de Estado dos EUA, no programa American Arts Incubator, na Polônia. Durante o programa, Karle expôs no Centro de Ciência Copernicus, em Varsóvia.

## Prêmios
- Mulheres Mais Influentes na Impressão 3D (2017).[30]
- BBC 100 Women.[30]
- Grande Prêmio dos YouFab Global Creative Awards (2017)[30]
- Uma das 10 mulheres mais inspiradoras do mundo[31]
- Artista residente na Autodesk San Francisco, Califórnia, Estados Unidos[32]
- Centro Científico Copernicus (em inglês) Artista residente Varsóvia, Polônia[33]
- Artista residente no HP Labs (em inglês), Palo Alto, Califórnia, Estados Unidos[34]
- Artista residente na Smithsonian Institution Washington, DC, Estados Unidos[19]
- Bolsista de Salzburgo[35]

## Obras
Amy Karle é uma artista e pesquisadora que explora o impacto da tecnologia no aprimoramento corporal através de sua obra. Seu trabalho é frequentemente classificado como bioarte; ela descreve suas intenções para este trabalho: 
Minha relação com a saúde e a perspectiva futura da medicina reflete a história da minha vida, entrelaçada com desafios médicos e a descoberta da vulnerabilidade, fragilidade, força e complexidade do corpo humano. A narrativa da doença, com todos os seus medos, esperanças e a busca pela cura, constitui um fio comum em minha pesquisa e trabalho."
Karle criou várias obras de arte e performances usando biofeedback e neurofeedback, incluindo: Uma obra de 2011, Biofeedback Art, foi uma performance duradoura onde o corpo de Karle foi conectado a um Sandin Image Processor que detectava as mudanças que ocorriam enquanto ela meditava por períodos de 5–8 horas. Vídeo arte foi criada na forma de projeções durante o processo. Em 2015, Brainsongs envolveu a conexão de sua atividade cerebral através de um neurocapacete EEG a instrumentos musicais em uma interface digital para produzir música. No mesmo ano, Resonation envolveu um neurocapacete EEG conectado a uma Chladni plate para gerar sinais bioelétricos em visuais e sons. Sua performance de 2018 em Salt Mine foi realizada nas minas de sal de Bochnia Salt Mine e Wieliczka Salt Mine, usando um neurocapacete EEG para traduzir suas ondas cerebrais em música digital e visualizações projetadas, que mais tarde foram usadas em um filme de planetário que ela produziu. 
Algumas das obras de Karle foram disponibilizadas como NFTs. The Skull Collection, lançada de 2021 a 2022, é uma série de obras de arte NFT de Karle que são "contemplações de como podemos transcender o físico para o digital após a morte."

### Obras Selecionadas
"Relicário Regenerativo" (2016) é uma escultura que apresenta uma estrutura impressa em 3D bioprinted hydrogel em forma dos ossos de uma mão humana, colocada dentro de um vaso de vidro. Células-tronco mesenquimais humanas de um doador vivo foram colocadas na estrutura, que com o tempo se desenvolveram em osso. Foi exibida internacionalmente.[carece de fontes?]
O Coração da Evolução? (2019) é uma escultura biomecânica que assume a forma de um design de coração humano batendo, exposta no Japão, onde historicamente houve grande controvérsia em torno do transplante de órgãos, especificamente transplantes cardíacos. A obra propõe um sistema vascular redesenhado com o potencial de aprimorar a função cardíaca e a possibilidade de cultivar órgãos substitutos em laboratório em vez de usar transplantes humanos ou de outros animais, questionando as implicações desse aprimoramento no que significa ser humano e os impactos na evolução.[carece de fontes?] É também um exemplo do seu trabalho combinando computacional e biológico. O design do coração foi impresso em 3D com materiais biocompatíveis.
Coleção Interna (2016–2017) é uma série de vestimentas baseadas na anatomia humana. A fabricação consiste em escaneamento corporal 3D, design assistido por computador, corte a laser e técnicas de costura manual para criar representações dos sistemas corporais internos.
Moda Ciborgue (2022–2023) é uma coleção de arte digital e moda na qual Karle imagina "biofashion em um mundo pós-natural, quando corpos e seres são alterados pela biotecnologia".
O Corpo e a Tecnologia: Uma Metamorfose Conversacional (2017) é uma coleção de obras de arte 2D de Amy Karle feitas à mão e com redes neurais artificiais, aprendizado de máquina e inteligência artificial. Neste conjunto de obras, Karle combinou inteligência artificial em saúde com design generativo para desenvolver um sistema que utiliza IA no diagnóstico de doenças, com CAD generativo projetando peças de substituição e bioimpressão 3D para criar implantes.
Morfologias da Ressurreição (2020) é uma série de 6 esculturas criadas como parte de uma residência no Smithsonian, e exibidas na Smithsonian Institution. O processo de Karle examinou as possibilidades de tecnologias reconstrutivas e evolução futura através de avanços biotecnológicos. As obras são formas evolutivas novas baseadas em espécies extintas para explorar "evoluções hipotéticas através da regeneração tecnológica", impressas em 3D em material biocompatível.
Ecos do Vale da Existência 2024 é uma obra de arte interativa que envolve os participantes para considerarem os ecos duradouros de seus resquícios biológicos e digitais ao longo do tempo. A obra reflete a biometria dos visitantes, o rastreamento corporal em tempo real e a representação digital da pessoa. Os participantes têm a oportunidade de contribuir com textos e amostras de DNA, que posteriormente são convertidos em pó e encapsulados em polímero. As imagens, textos e DNA formam uma cápsula do tempo planejada para ser enviada à lua em 2026 pela Space X. O envolvimento e a preservação têm a intenção de levantar questões sobre o futuro da vida, da morte, do pós-vida digital, do legado e do lugar de cada um no universo.

### Inteligência Artificial
Karle integrou IA em sua prática para fins criativos e para explorar suas implicações na saúde e no futuro.[carece de fontes?] Suas obras híbridas de IA e bio-AI foram exibidas em exposições de museus, incluindo: Artificial Intelligence: AI / The Other I Ars Electronica Linz, Áustria,[carece de fontes?] La Fabrique Du Vivant Centre Pompidou, Paris, França,[carece de fontes?] e Future and the Arts: How Humanity Will Live Tomorrow Mori Art Museum, Tóquio, Japão.

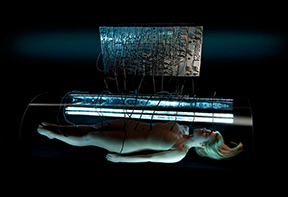
Arte de Biofeedback, Amy Karle 2011 (Performance Artística Duracional)
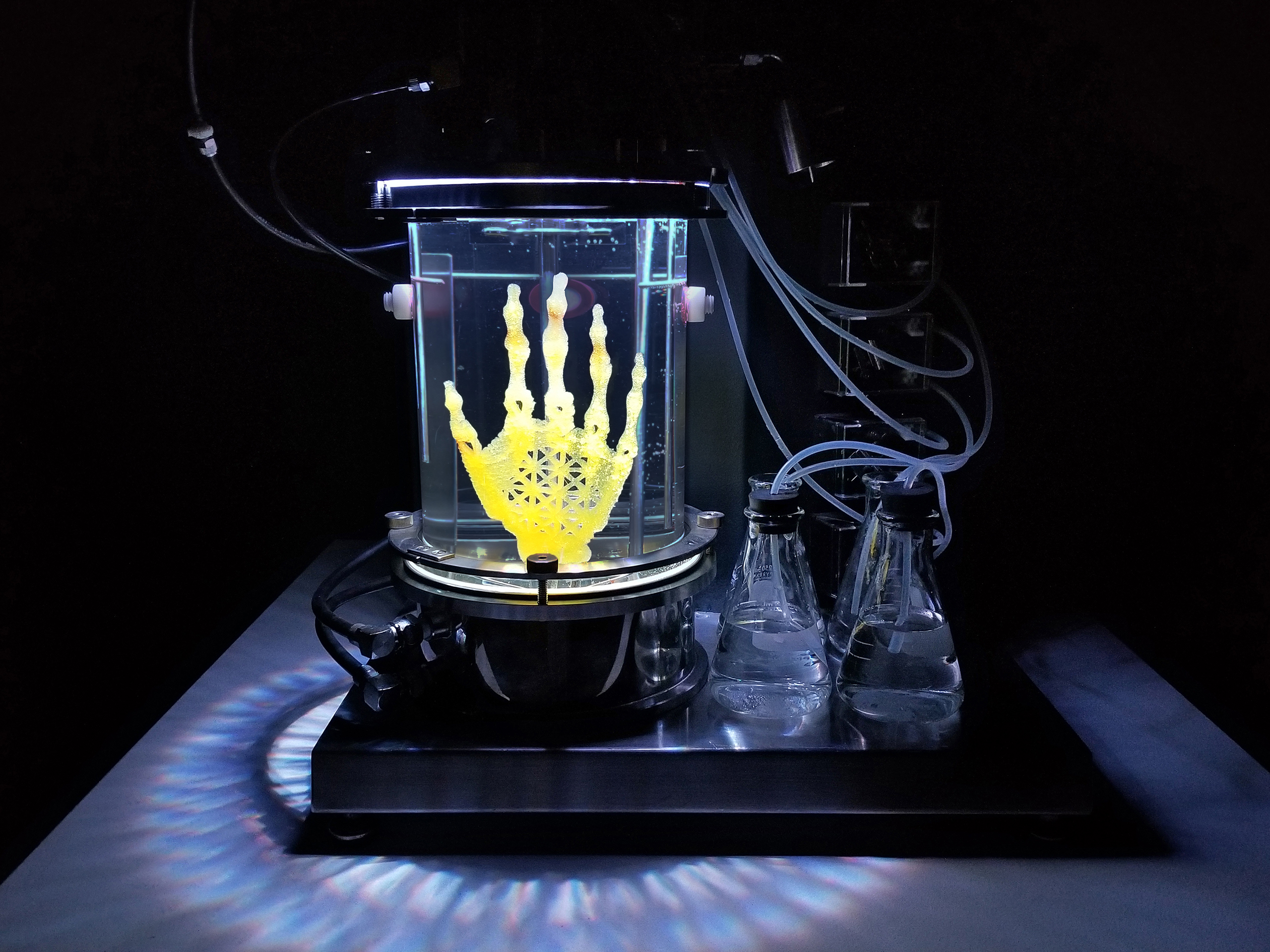
Regenerative Reliquary
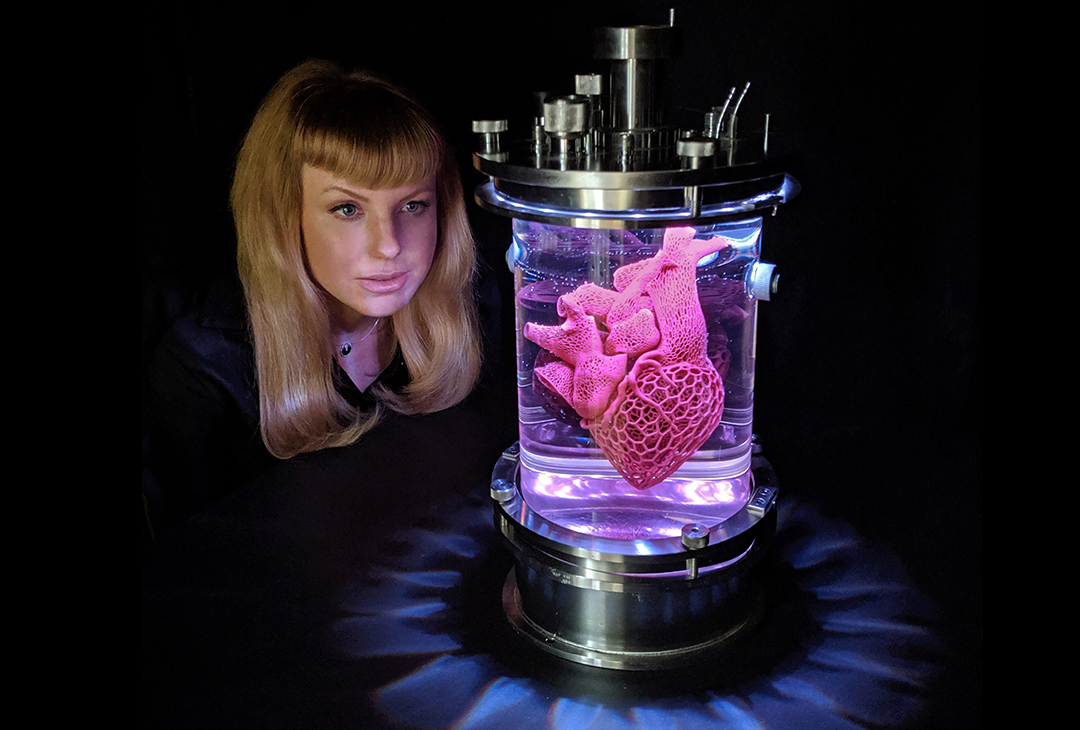
The Heart of Evolution?
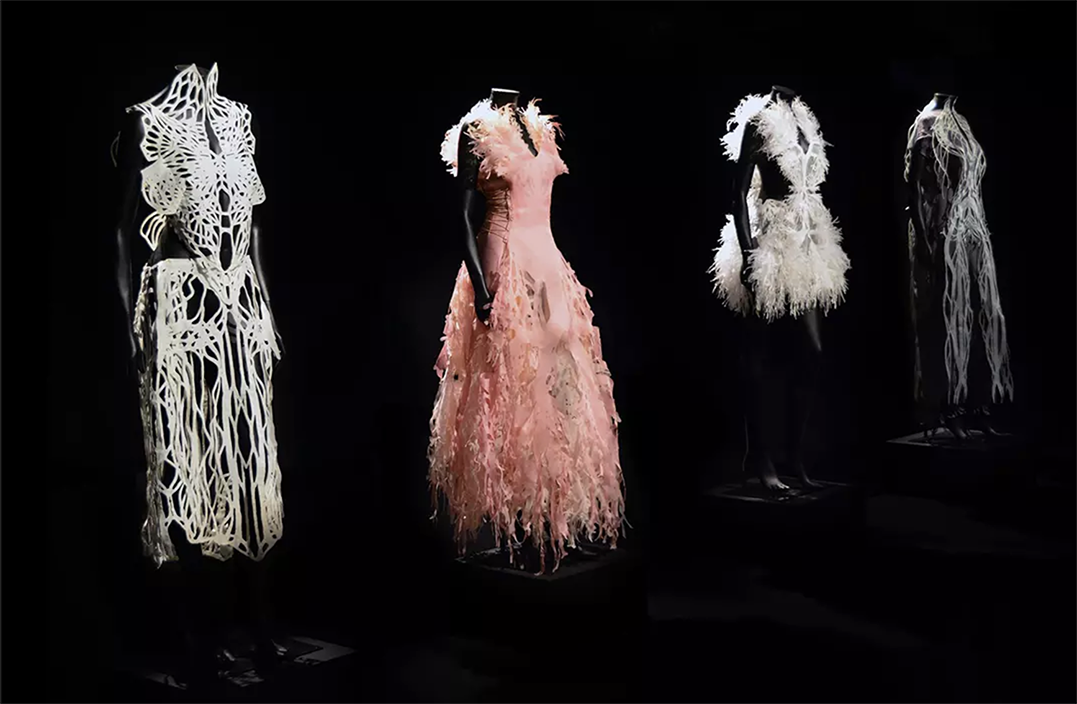
Coleção exposta no FILE, Brasil. *

## Exposições
- 2023: Supercreativity. Nova Bienal Rio de Arte e Tecnologia, Museu do Amanhã. Rio de Janeiro, Brasil.[23][7][58]
- 2023: IA: A Próxima Evolução Galeria Chimaera, Filadélfia, EUA.[59][60]
- 2022/23: Unknown Unknowns Trienal de Milão, Itália.[61]
- 2022: Corpo Perfeito ESC Medien Kunst Labor. Graz, Áustria.[62]
- 2022: WAGMI: Primeira Exposição IRL NFT do Kuwait na Plataforma de Arte Contemporânea (CAP) Kuwait.[63]
- 2022: Arte, Design & Tecnologia Astro Studios. São Francisco, EUA.[64]
- 2022: A Coleção de Caveiras Wake Gallery, OnCyber, O Metaverso.[65]
- 2022: Gaia: Gene, Algoritmo, Design Inteligente e Autômato_ Um Espelho de Si, O Outro Reino Museu de Arte Contemporânea Taipei (MoCA Taipei) Taipei, Taiwan.[30][66]
- 2021/22: Futuro U Galeria RMIT, Melbourne, Austrália.[67]
- 2021: Sou Humano para Você? Museu de Arte KUBE, Ålesund, Noruega.[68]
- 2020: Regeneração Através da Tecnologia Smithsonian Institution National Museum of American History, Washington, D.C., EUA.[69]
- 2020: [UN]REAL Science Gallery, Roterdã, Países Baixos[70][71]
- 2020: Nos Jardins de Kepler Ars Electronica Garden, Roterdã, Países Baixos[72]
- 2020: Ars Electronica .ART Galeria Global (online)[73]
- 2019/20: Futuro e as Artes: Como a Humanidade Viverá Amanhã Mori Art Museum, Tóquio, Japão[74]
- 2019/20: O Estado de Nós The Lowry, Manchester, Inglaterra[75]
- 2019: Arte e Vida Futura, Pós-Vida Tian Contemporary Art Museum, Xangai, China[76]
- 2019: La Fabrique Du Vivant Centre Pompidou, Paris, França[77][78][79]
- 2018/19: Humanidade Futura – Nosso Planeta Compartilhado Ars Electronica, Pequim, China[80]
- 2018: Post Life Bienal de Arte Midiática de Pequim, Pequim, China[81]
- 2018: Ars Electronica Export, Tóquio, Japão[carece de fontes?]
- 2018: Camadas da Vida: O que é Vida na Era da Biotecnologia? Centrum Nauki Kopernik, Varsóvia, Polônia[82]
- 2018: Exibição no Planetário. Planetário Céus de Copérnico, Centrum Nauki Kopernik Varsóvia, Polônia[carece de fontes?]
- 2018: L.A.S.T. SLAC National Accelerator Laboratory, Stanford University Califórnia, EUA[83]
- 2017: Futuros Colaborativos – Design, Tecnologia e Arte Good Design Marunouchi, Tóquio, Japão[84]
- 2017: Inteligência Artificial: AI / O Outro Eu Ars Electronica Linz, Áustria[carece de fontes?]
- 2017: FILE Festival Internacional de Linguagem Eletrônica São Paulo, Brasil[85][86][87][88]